# Indalo

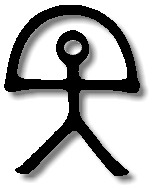
L'Indalo, messager des dieux

L'Indalo est une figure préhistorique qui se trouve dans l'abri des Ruches (abrigo de las Colmenas) et dans la grotte des Panneaux (cueva de los Letreros (es)), dans la municipalité de Vélez-Blanco (province d'Almería), en Andalousie (Espagne). Il s'agit d'une peinture rupestre de la fin du Néolithique, qui représente une figure humaine avec les bras étendus et un arc en ciel sur ses mains.

## Historique
Durant des siècles, avant qu'il soit catalogué, ce symbole était vu comme un symbole de chance et considéré comme un totem dans le nord et l'est de la province d'Almería, et particulièrement à Mojácar, où il était peint en ocre sur les maisons pour les protéger des orages et du mauvais œil. On l'appelait le muñequillo mojaquero.
Au milieu du XXe siècle, il fut pris comme symbole par un  mouvement intellectuel et pictural mené par Jésus de Perceval, un disciple un peu anarchiste de la vision méditerranéenne du philosophe Eugenio d'Ors. Pour sa part, Perceval revendiquait la position de la vie, la vision cosmique qui constitue l'essentiel des cultures successives d'Almería depuis l'Antiquité, dans une renaissance constante du classicisme considéré comme un mouvement éternel et sans cesse renouvelé.

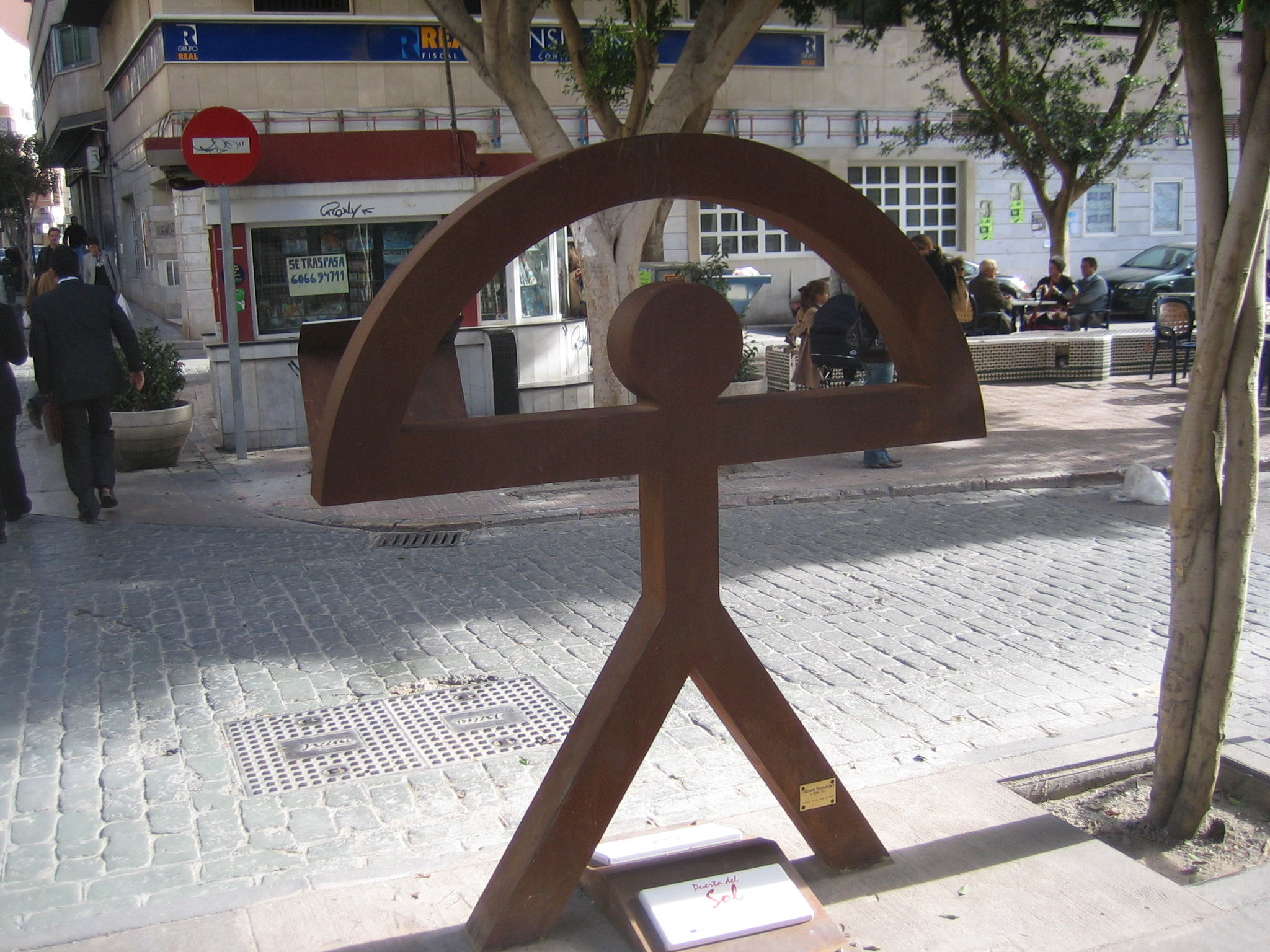
Sculpture de l'Indalo sur la Plaza de los Burros, à Almeria : ces sculptures marquent l'emplacement des anciennes portes de la ville

Le symbolisme de l'indalo fut tellement fort pour ces artistes et ces intellectuels qu'ils nommèrent leur groupe le monument indaliano. Ils voyaient dans leur symbole un homme soutenant un arc en ciel qui symbolisait un accord entre les hommes et les dieux pour éviter de nouveaux déluges.
Le mot indalo pourrait trouver son étymologie dans l'ibérique indal eccius (« messager des dieux »).

## Description
Plus prosaïquement, l'étude du dessin ne montrerait qu'une personne tendant son arc pointé vers l'oiseau qui le survole.

## Usage
Depuis de nombreuses années, l'indalo est le symbole de la ville d'Almería, de sa province et de ses habitants.

## Au cinéma
Dans le film Conan le Barbare, ce symbole est dessiné sur Conan pour le guérir. La scène du film est tournée à Almería.